# Crysania
Crysania de Tarinius es un personaje de ficción de la saga de literatura fantástica Dragonlance (Primera aparición: "Leyendas de la Dragonlance", 1986, por Margaret Weis y Tracy Hickman).
Crysania es una muchacha procedente de una familia aristocrática de Palanthas educada para el sacerdocio. Su vida se complica cuando conoce a Raistlin Majere, archimago Túnica Negra que la embauca para llevar a cabo una misión casi suicida, lo que da comienzo a la trilogía "Leyendas de la Dragonlance". Pronto, y a causa del reservado archimago, sentimientos terrenales impropios en una sacerdotisa irán causando estragos en ella y constituirán una dura prueba para su ciega fe en el dios Paladine.
Ella sigue a Raistlin hasta la antigua y olvidada Ishtar, antes del Cataclismo, luego, va en su persecución durante el Cataclismo, y juntos emprenden un nuevo periplo por el tiempo a un tiempo en el que ningún clérigo vive, las Guerras de Dwarfgate, en el momento culminante de la Guerra de los Enanos, Raistlin abre el Portal al Abismo y se internan en el abismo, Crysania lo protege de clérigos oscuros, demonios, espectros vivientes y demás apariciones hasta que esta queda ciega y terriblemente debilitada y Raistlin la abandona a su suerte. Caramon la salva justo cuando estaba a punto de expirar, cuando el intenta detener (asesinar) a Raistlin. Paladine la deja ciega y le hace darse cuenta de que Raistlin no es como ella imagina. Finalmente, se da cuenta de su error, y tras la odisea se convierte en Suma Sacerdotisa de Paladine tras la muerte de Elistan, su predecesor. Ella será la que una a los habitantes de Krynn... 
Durante La guerra de Caos, recibe la orden de buscar la Morada de los Dioses y el conjunto de unas piedras que poseen el poder de la comunicación celestial. Esto hace que Crysania pueda hablar finalmente con su dios y descubra que estos, para salvar a los hombres, deben dejar Krynn, creando así la Era de los Mortales. Pero Crysania no sale perdiendo: se ha enamorado de un mago-tigre llamado Valin.
- Datos: Q5792640